# FC Drouais
Câu lạc bộ bóng đá Drouais là một câu lạc bộ bóng đá Pháp có trụ sở tại Dreux, Pháp. Đội bóng, được thành lập vào năm 1991, chơi các trận đấu tại sân nhà Stade Jean-Bruck ở Dreux. Năm 2018 họ bị xuống hạng hành chính từ Championnat National 3 vì vi phạm các quy tắc tài chính.

## Coupe de France
FC Drouais lọt vào vòng 1/64 năm 2012-13 Coupe de France, màn trình diễn tốt nhất của họ trong giải đấu

## Những cầu thủ nổi tiếng
- Kalifa Cissé
- Patrick Vieira, world champion in 1998 with France.